# كأس بلغاريا 1970–71
كأس بلغاريا 1970–71 (بالبلغارية: Купа на Съветската армия 1970/71)‏ هو موسم من كأس بلغاريا. أشرف على تنظيمه اتحاد بلغاريا لكرة القدم، وفاز فيه ليفسكي صوفيا.